# Infiniti QX4
La Infiniti QX4 è un'autovettura di alta gamma con finiture lussuose prodotta dalla casa automobilistica giapponese Infiniti dal 1996 al 2002. L'unica carrozzeria disponibile è SUV cinque porte.
Basata sulla Nissan Pathfinder, veniva offerta principalmente in Nord America ed è stato il primo modello di Infiniti del segmento SUV. In Giappone il modello fu commercializzato con il nome Nissan Terrano Regulus. Nel 2003 la QX4 fu sostituita dalla più piccola Infiniti FX e dalla più grande Infiniti QX56.

## Storia

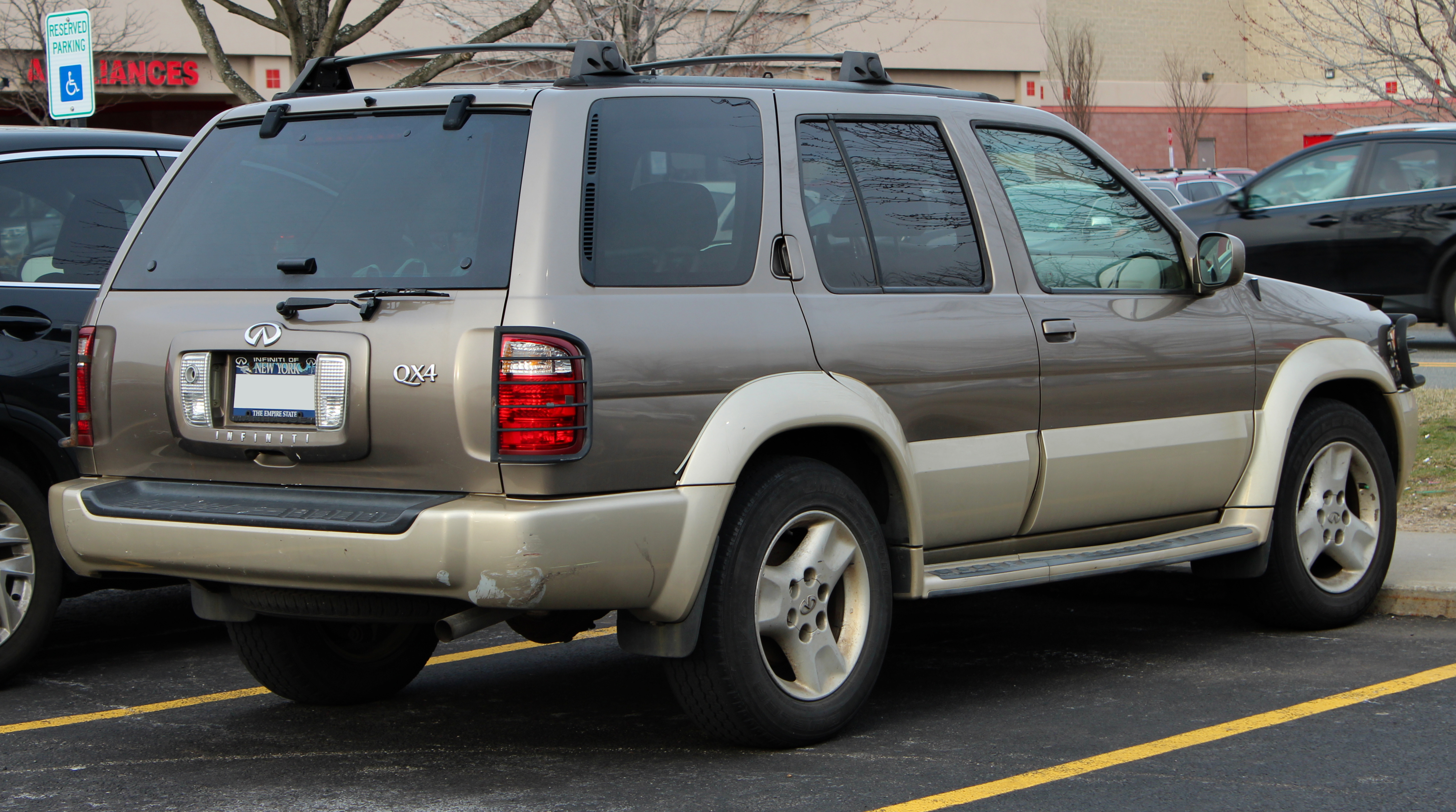
Retro di una Infiniti QX4

La Infiniti QX4 era una risposta ai SUV premium giapponesi Acura SLX e Lexus LX. Le principali differenze tra la QX4/Terrano Regulus e la Pathfinder risiedevano negli interni esclusivi e in un design distintivo. La QX4/Terrano Regulus venne commercializzata come veicolo di lusso, con quattro ruote motrici e con un'altezza superiore alla Pathfinder. Dal 1997 al 2000 la QX4 era alimentata da un motore a benzina V6da 3,3 L di cilindrata erogante 170 CV di potenza. Nel 2000 ci fu un'importante revisione per il model year 2001, a cui seguì un nuovo motore V6 da 3,5 litri e 240 CV.
Con il restyling del 2000, la QX4 ha ricevuto una linea esterna aggiornata e degli interni rivisti, incluso un nuovo cruscotto con orologio analogico integrato, cerchi in lega da 17 pollici e fanali HID allo xeno. Fu introdotta una versione della QX4 a trazione posteriore (dal 1997 al 2000 il modello era disponibile solo a trazione integrale).
A partire dal 2001 venne offerto il cruise control adattivo. La QX4 condivideva il cruise control intelligente di Nissan con la berlina ammiraglia Infiniti Q45. Un sistema a sensori laser accelera o decelera automaticamente la vettura per mantenere una distanza costante dai veicoli che la precedono. Un'altra novità era un sistema audio rivisto e dei controlli all'impianto audio installati sul volante, che era in pelle o in legno. Il sistema di intrattenimento video, che era opzionale e che era installato sui sedili posteriori, offriva la scelta tra videoregistratore o lettore DVD.
Dal 2002 gli airbag laterali sono diventati di serie. Inoltre, dal 2002, erano installati di serie cerchi da 17 pollici, un tettuccio apribile elettrico e il sedile del conducente con sistema di memoria. Ulteriori opzioni includevano sedili anteriori e posteriori riscaldati. La QX4 uscì di produzione nel 2003 e la sua posizione nella gamma Infiniti fu presa dalla più piccola Infiniti FX e dalla più grande Infiniti QX56. L'ultima QX4 è stata prodotta nel novembre 2002.